# Los Angeles-i akvadukt
A Los Angeles-i akvadukt két vízszállító rendszerből áll: az első és a második akvaduktból.
Az első Los Angeles-i akvadukt vizet szállít Los Angelesbe a Sierra Nevada keleti oldalán fekvő Owens Riverből.

## Építése
Az első akvadukt építése 1908-ban indult, és akkor 24,5 millió dollárba került. 5000 munkás 1913-ra fejezte be az építkezést.
Az akvadukt hossza 359 km, és 3,7 m átmérőjű acélcső szállítja a vizet. A víz teljesen a gravitáció által mozog a csőben, és közben még elektromosságot is fejlesztenek, így ez a műtárgy igen költséghatékony. 1924-ben a helyi farmerek szabotázst követtek el a vízszállító rendszer ellen, de más incidens nem zavarta meg a működést, és 1913 óta ma is szállítja a vizet Los Angelesbe.

## A második akvadukt
A második akvadukt építése 1965-ben kezdődött és 1970-ben készült el. A második akvadukt a Haiwee Reservoirból indul, és párhuzamosan fut az első akvadukttal. Ez a rendszer nem csupán a gravitációval működik, hanem hidroelektrikus szivattyúk is segítik a víz áramlását. Az akvadukt hossza 200 km.